# Unimodales Polynom
Ein unimodales Polynom ist in der Mathematik ein Polynom, dessen Koeffizienten (bei Vernachlässigung des Vorzeichens) eine unimodale Folge bilden. Zum Beispiel ist {\displaystyle n^{10}-15n^{9}+104n^{8}-455n^{7}+1353n^{6}-2861n^{5}+4275n^{4}-4305n^{3}+2706n^{2}-704n} (das chromatische Polynom des Petersen-Graphen) unimodal.

## Beispiele
Zahlreiche in der Mathematik vorkommende Polynome sind unimodal.
- Das chromatische Polynom eines Graphen ist unimodal.[1]
- Allgemeiner ist das charakteristische Polynom eines Matroids unimodal.[2]
- Die Strukturkonstanten der Kazhdan-Lusztig-Basis für die Iwahori-Hecke-Algebra eines Coxeter-Systems sind ein unimodales Polynom.[3]